# Монтези, Вильма
Ви́льма Монте́зи (итал. Wilma Montesi; 3 февраля 1932, Рим — 9 апреля 1953, Рим) — итальянская фотомодель, жертва жестокого убийства, оставшегося нераскрытым.

## Убийство
Безжизненное тело Монтези обнаружили на общественном пляже Капокотта между Остией и Торваяникой. В результате длительного расследования, появились сенсационные заявления о наркотиках и секс-оргиях римского общества. Выяснилось, что Монтези состояла в любовной связи с представителями власти.
Обвинение Уго Монтанья и Пьеро Пиччони (сына Аттило Пиччони, который занимал на момент обвинения пост министра иностранных дел Италии) вызвало скандал, но впоследствии с них сняли все обвинения. Преступление так и осталось нераскрытым.